# Pumptrack

Pumptrack w Puszczykowie

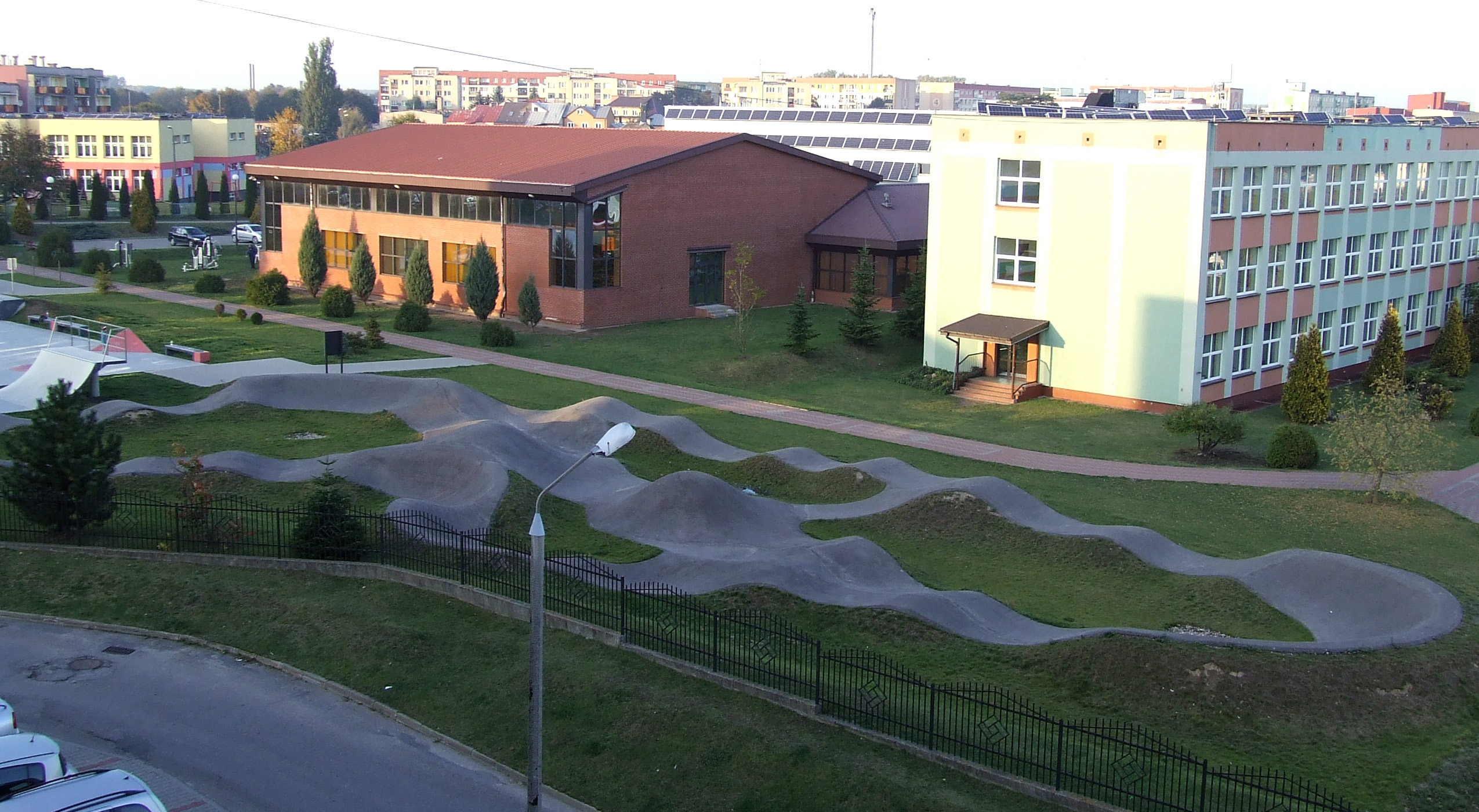
Pumptrack w Kolnie

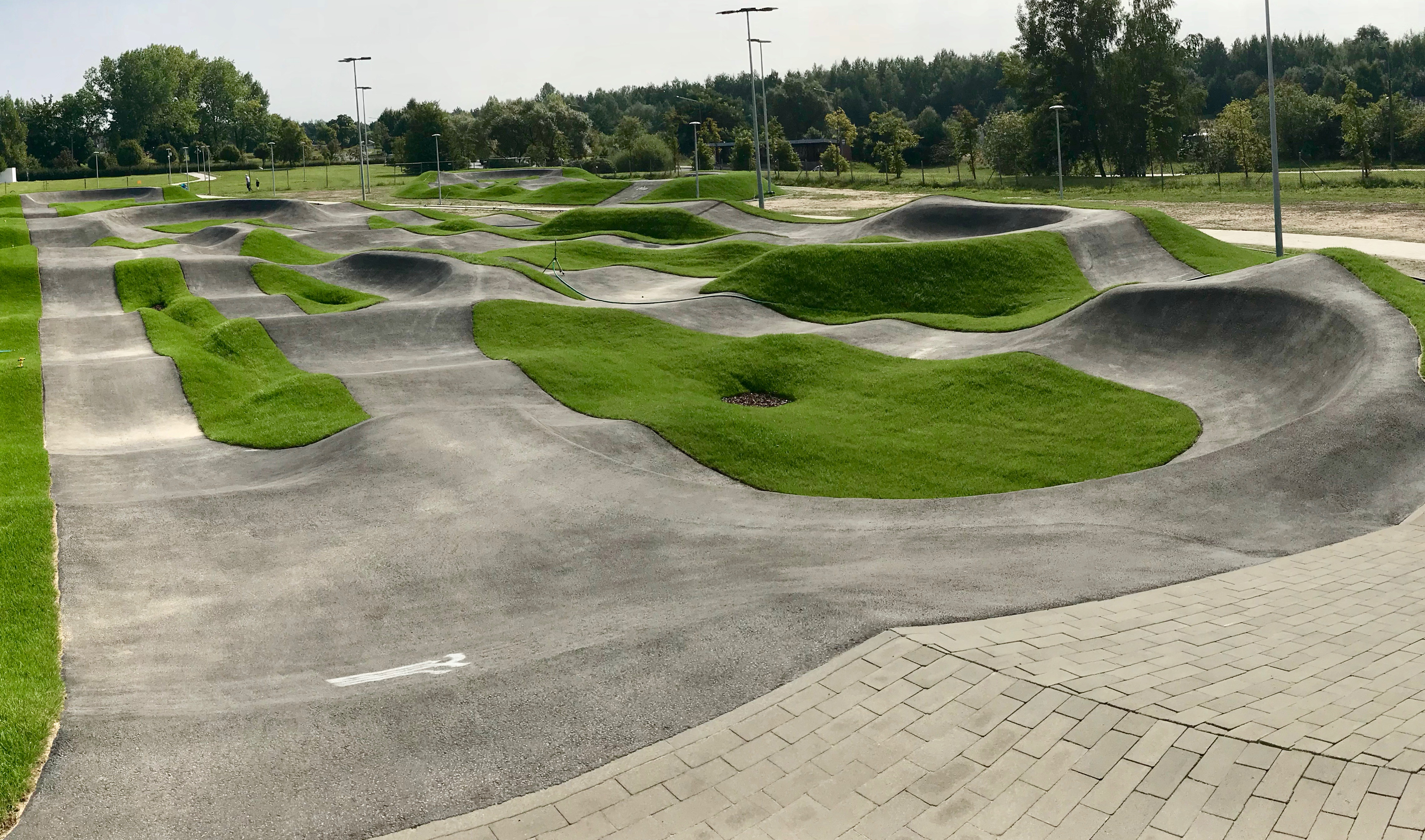
Pumptrack w Bełchatowie

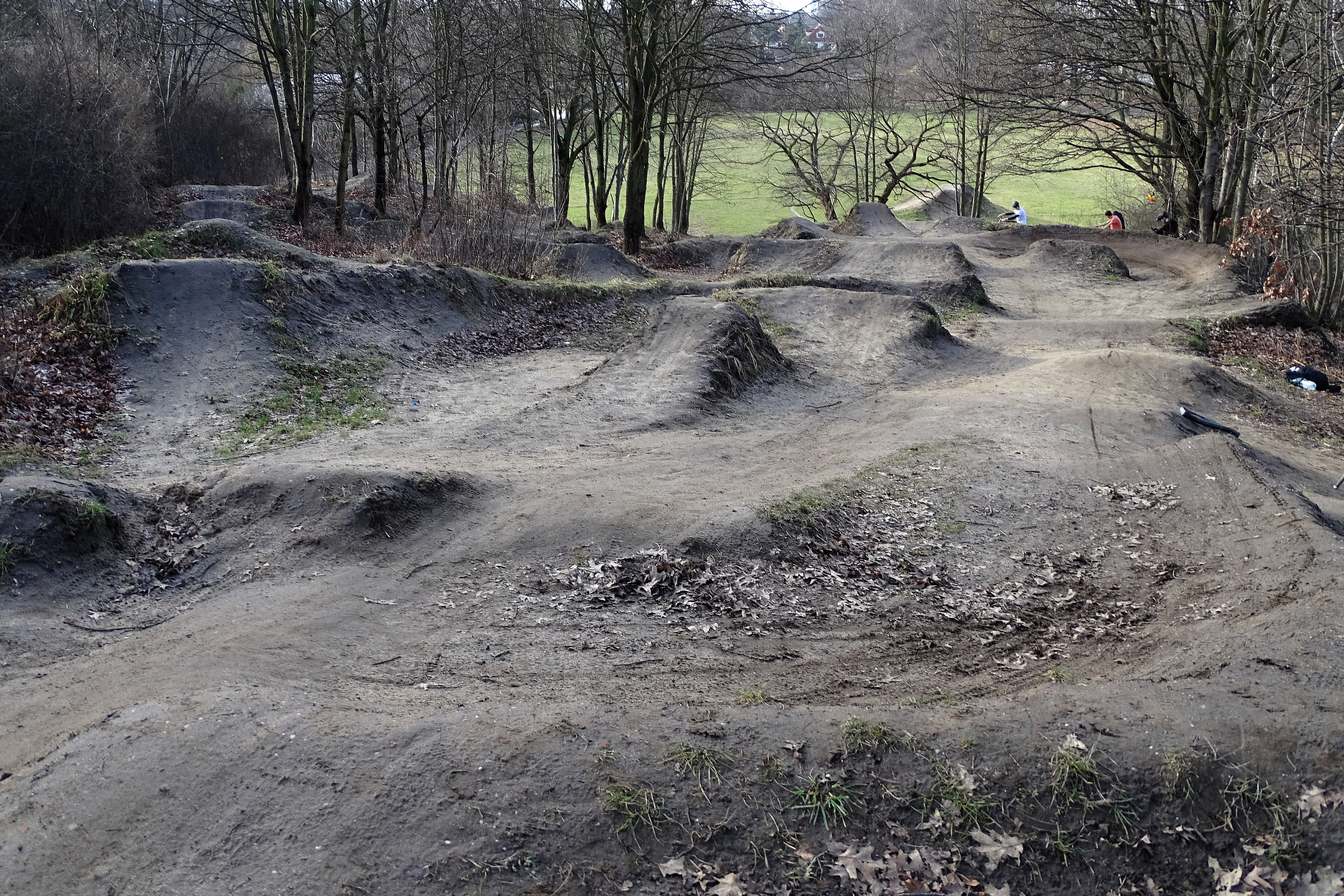
Pumptrack na sztucznym wzgórzu Kilimandżaro we Wrocławiu

Pumptrack (ang. pump track) – specjalnie przygotowany niewielki tor przeznaczony do jazdy rowerem, a w przypadku nawierzchni asfaltowej czy betonowej, także deskorolką lub na rolkach. Zbudowany jest z muld i zakrętów, zazwyczaj w postaci band.

## Opis
Pierwsze pumptracki powstały w latach 70.-80. XX w. jako trasy dla rowerzystów BMX. Około 2002 roku australijscy kolarze górscy rozpoczęli tworzyć nowe pumptracki. W Stanach Zjednoczonych pierwszy z torów tego rodzaju zbudowano w 2004 roku przy The Fix Bike Shop w Boulder (stan Kolorado). Twórcą amerykańskiego toru był profesjonalny kolarz górski Steve Wentz.
Tor często zbudowany jest z użyciem asfaltu lub innej nawierzchni pozwalającej na długotrwałe użytkowanie bez konieczności częstej konserwacji, choć wiele torów przeznaczonych wyłącznie dla rowerów zbudowanych jest wyłącznie z ubitej ziemi. Tor ma zwykle kształt zamkniętej pętli z niewielkimi muldami, które pozwalają jechać bez pedałowania czy odpychania się. Mechanika ruchu różni się nieznacznie w zależności od pojazdu używanego na pumptracku, niemniej jednak prędkość uzyskuje się poprzez ruch pompowania (pumping motion), czyli podnoszenia i opuszczania środka ciężkości ciała w ruchu „góra–dół”, od czego pochodzi nazwa pumptrack.
Na torze mogą jeździć zarówno dorośli jak i dzieci. Rozgrywane są również zawody z pomiarem czasu.